# Louis XIII enfant
Louis XIII enfant est une sculpture réalisée par François Rude en 1878. L'œuvre est commandée par Honoré Théodoric d'Albert de Luynes. Elle représente Louis XIII. Le plâtre original est réalisé en 1842. Une première version est réalisée en argent 1843. La deuxième version est réalisée en 1878. Elles sont alors conservées au château de Dampierre. La première version est par la suite perdue. 
La deuxième version passe ensuite par héritage en Argentine peu avant la Seconde Guerre mondiale. Elle est vendue à un marchand d'art, puis acquise par les Autoroutes Paris-Rhin-Rhône, avant d'être donnée par celles-ci au Musée des beaux-arts de Dijon,. En 2014, elle est prêtée au Musée des beaux-arts de Lyon dans le cadre de l'exposition L'invention du Passé. Histoires de cœur et d'épée 1802-1850.